# Koepelgevangenis van Haarlem

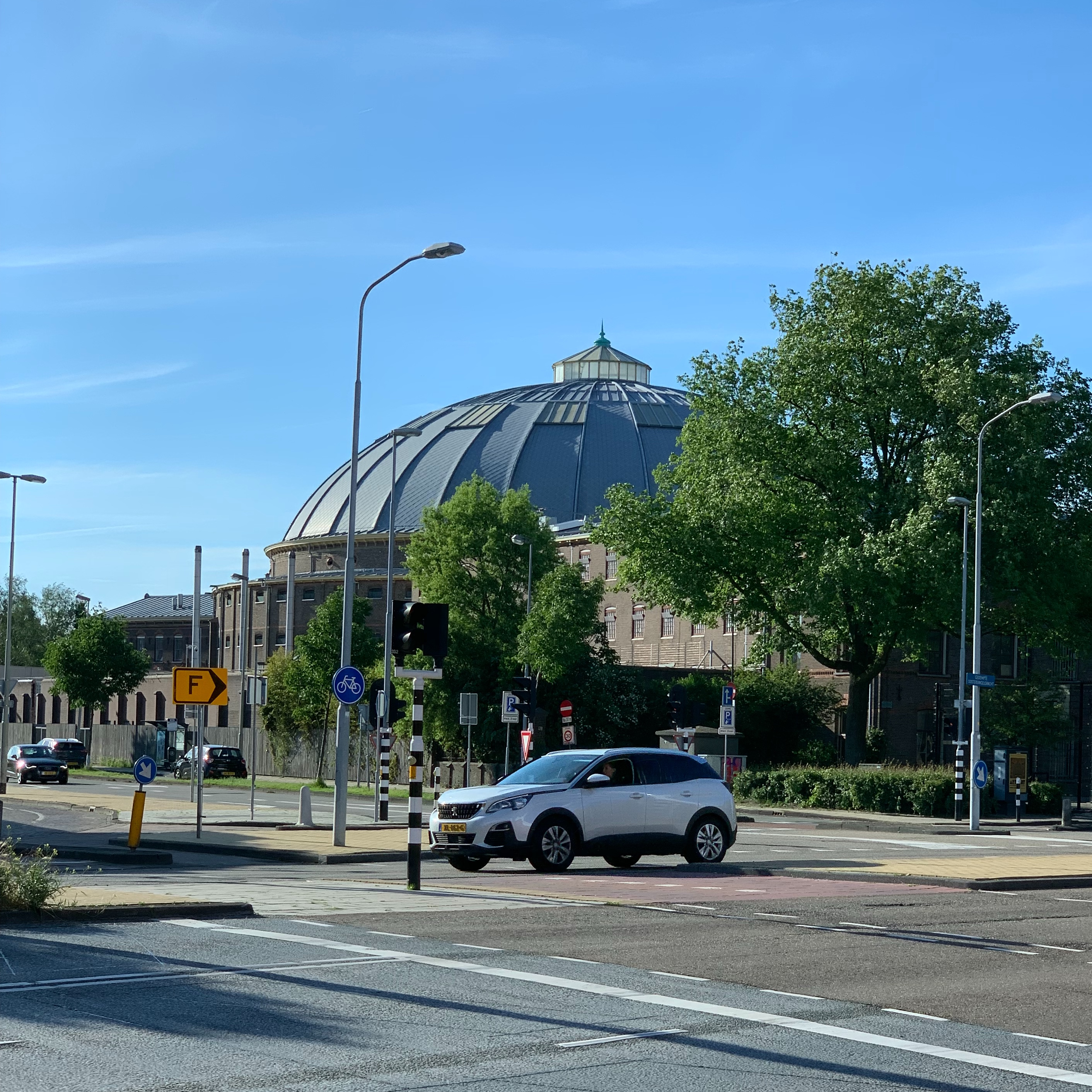
Voormalige Koepelgevangenis Haarlem gezien vanaf de Gedempte Oostersingelgracht

De Koepelgevangenis van Haarlem, meestal De Koepel genoemd, is een voormalige strafgevangenis in de stad Haarlem. Het gebouw is een van de drie koepelgevangenissen die Nederland kent. De andere twee bevinden zich in Arnhem en Breda. Alle drie zijn opgenomen in het Rijksmonumentenregister.
De Koepelgevangenis in Haarlem werd van 1899 tot 1901 gebouwd door justitiearchitect W.C. Metzelaar. Hij baseerde zich op het ontwerp van zijn vader Johan Frederik Metzelaar, die in Breda en Arnhem reeds koepelgevangenissen had gerealiseerd. Net als die andere koepelgevangenissen is ook de gevangenis in Haarlem een rijksmonument. Tot 2016 was het gebouw rijkseigendom. In dat jaar sloot de gevangenis vanwege het teruggelopen aantal gedetineerden en bezuinigingen. Het monumentale gebouw en het omliggende terrein werden door de gemeente Haarlem aangekocht en in 2019 doorverkocht aan de Stichting Panopticon. Deze zorgde voor de herontwikkeling van gebouw en omgeving.
De Koepel bevat vier gestapelde cellenringen met in totaal 240 cellen.

## Herontwikkeling Koepelgevangenis
De Haarlemse gevangenis werd in 2016 gesloten. Daarna is het terrein tijdelijk gebruikt als opvangcentrum voor Syrische vluchtelingen. Anno 2017 ontstonden de plannen om in het gebouw onder andere een university college onder te brengen.
In 2019 sloten gemeente Haarlem, stichting Panopticon, SRH Grupe en de Global School for Entrepreneurship een samenwerkingsovereenkomst ter realisering van onderwijs- en woonvoorzieningen in de voormalige gevangenis. Stichting Panopticon vroeg een ontwerp-omgevingsvergunning aan voor het monument. Deze ontwerp-omgevingsvergunning voorzag in de restauratie en het gedeeltelijk veranderen van het ronde cellengebouw en het administratiegebouw van het complex. Panopticon wilde onder andere het dak van De Koepel isoleren, de cellen leeghalen en de ramen in de gevel vergroten.
Het bureau van architect André van Stigt maakte een ontwerp voor de renovatie van het complex.
De verbouwingswerkzaamheden begonnen in 2020. In 2022 trokken de eerste bedrijven er in, waaronder de regionale ontwikkelingsmaatschappij ROM InWest. Dat jaar werd ook begonnen met het gebruik van de Koepel als onderwijslocatie.

## Bioscoop
Tijdens de verbouwing is een kelder uitgegraven. In deze kelder is de bioscoop gerealiseerd. Deze bioscoop met zes zalen is de FilmKoepel gaan heten.

## Galerij

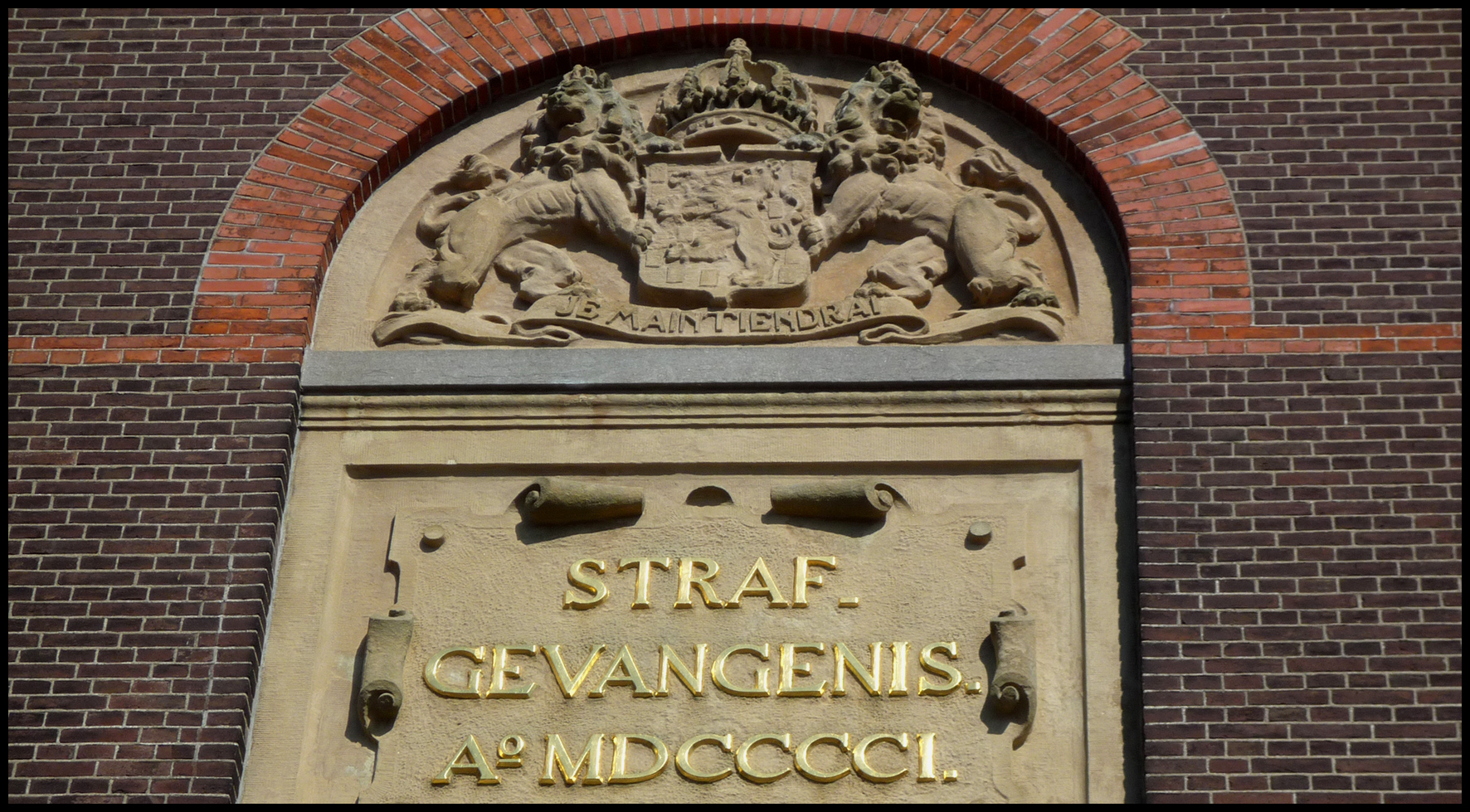
Plaque boven de hoofdingang
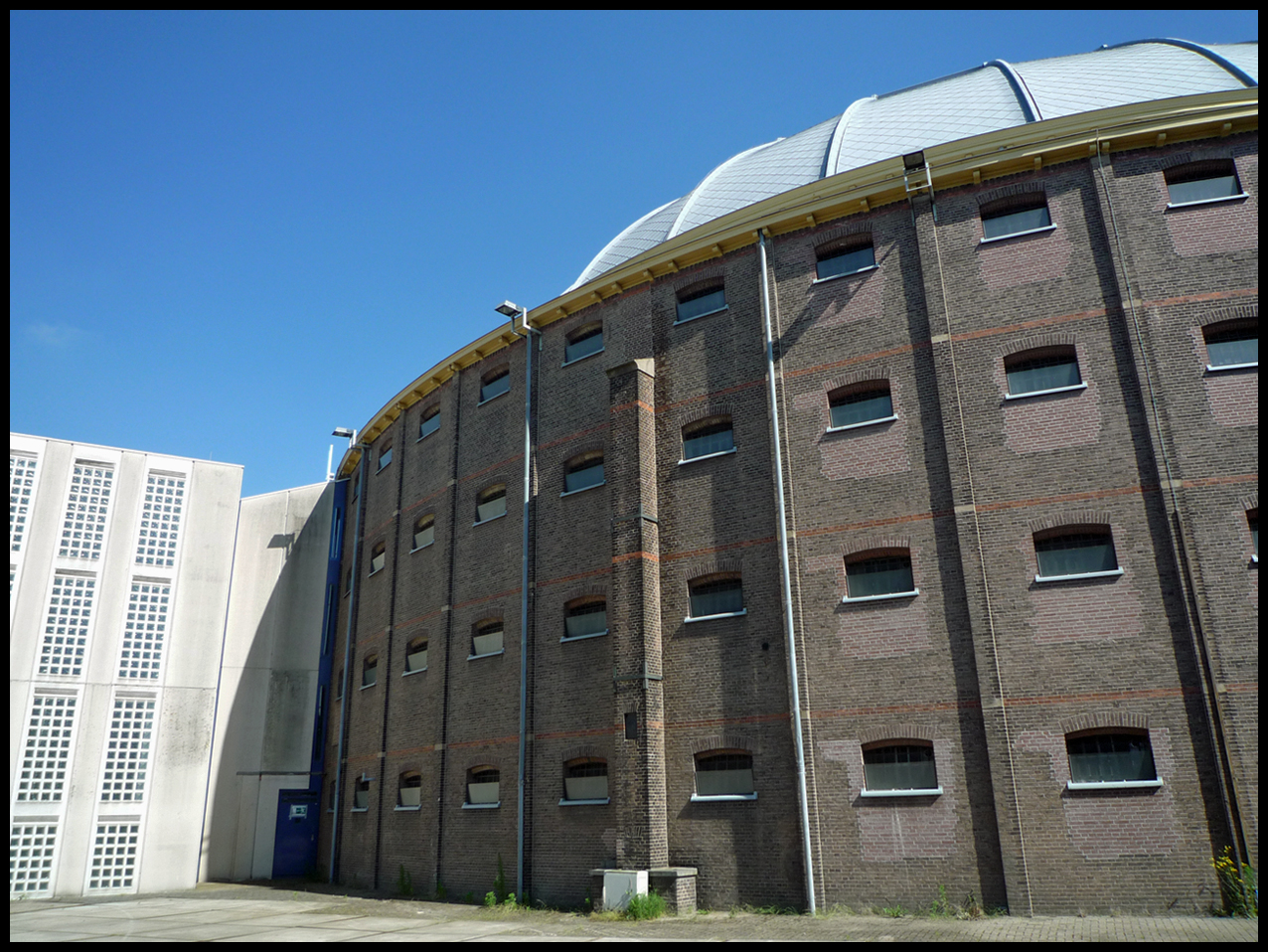
De koepel
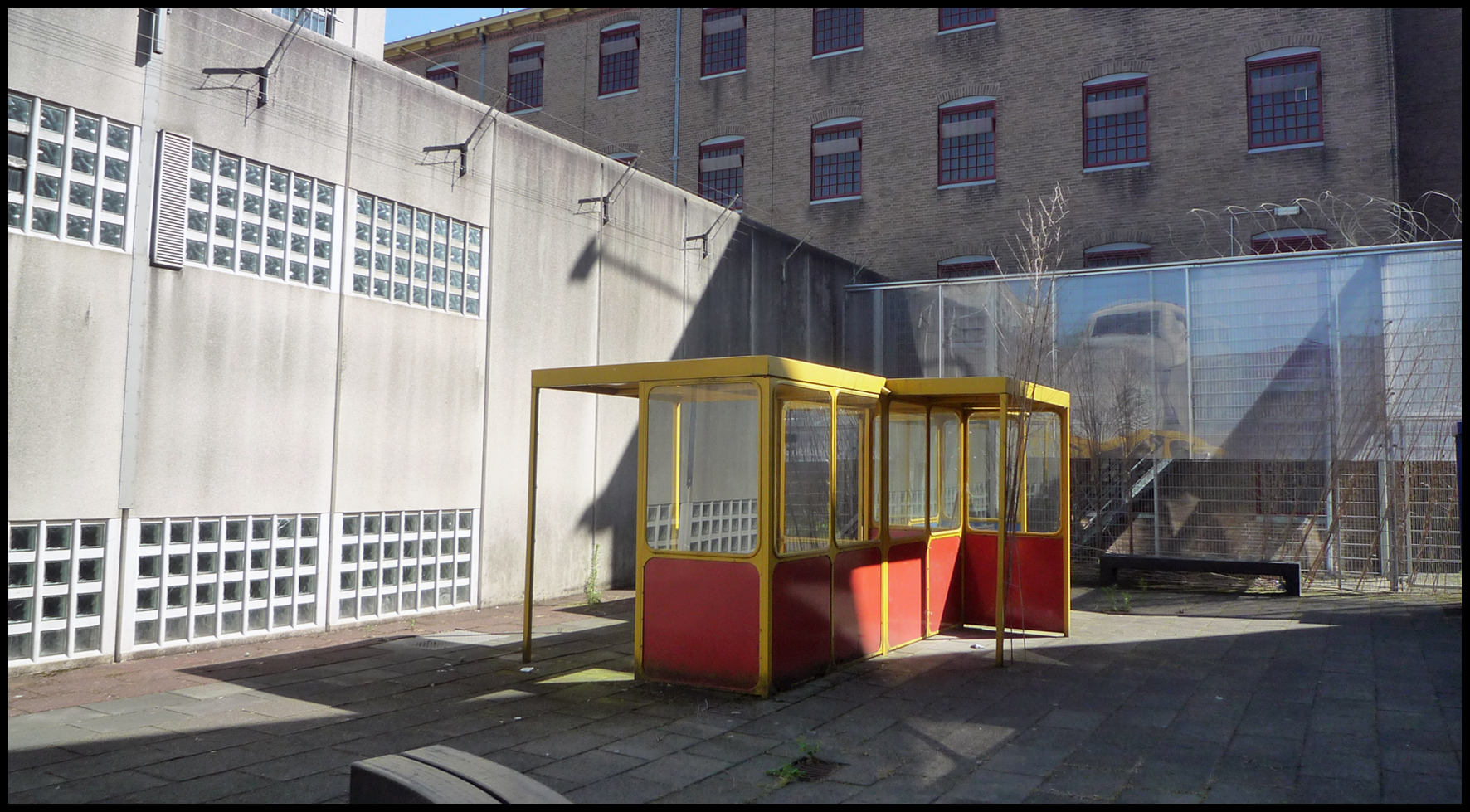
Luchtplaats
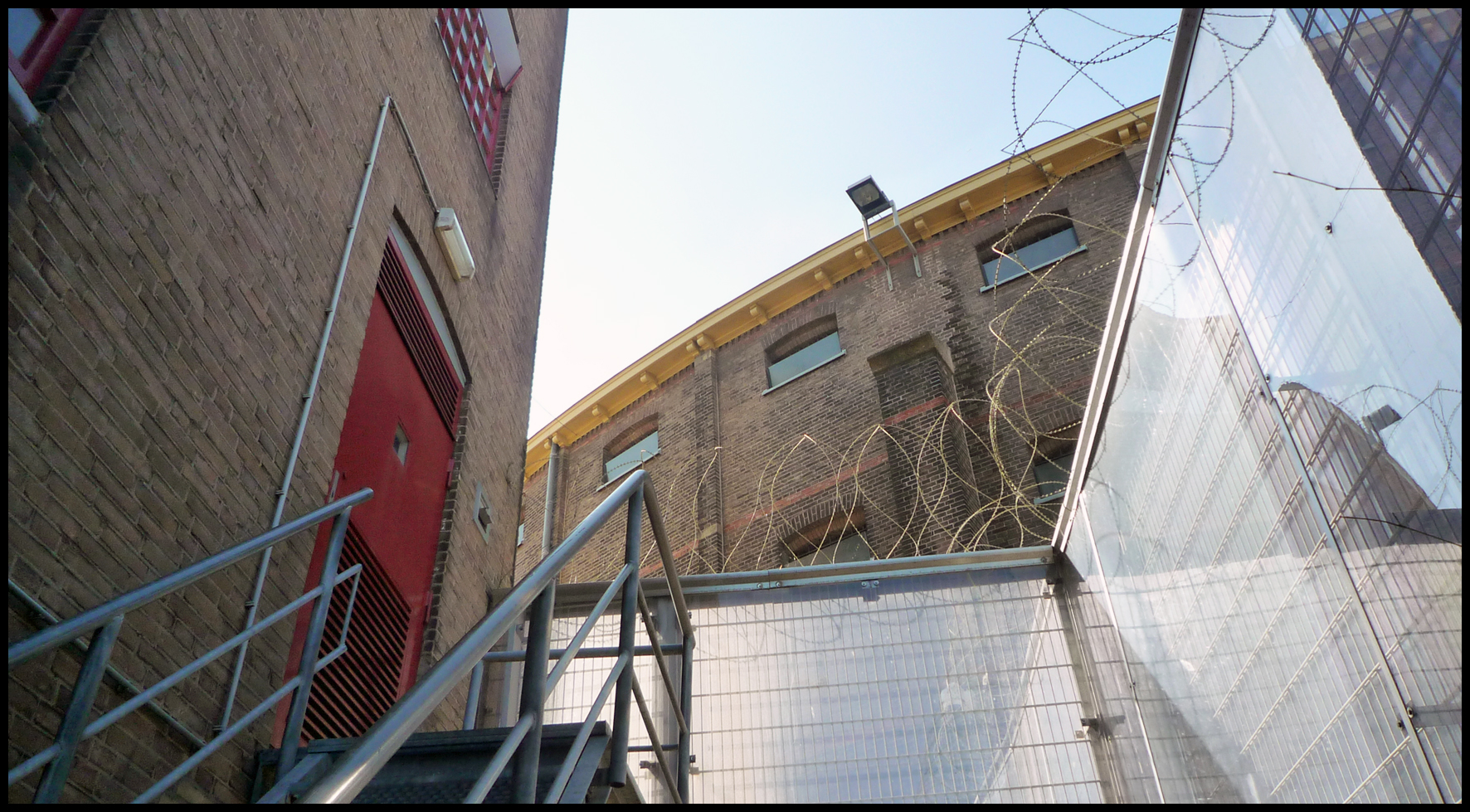
Exterieur
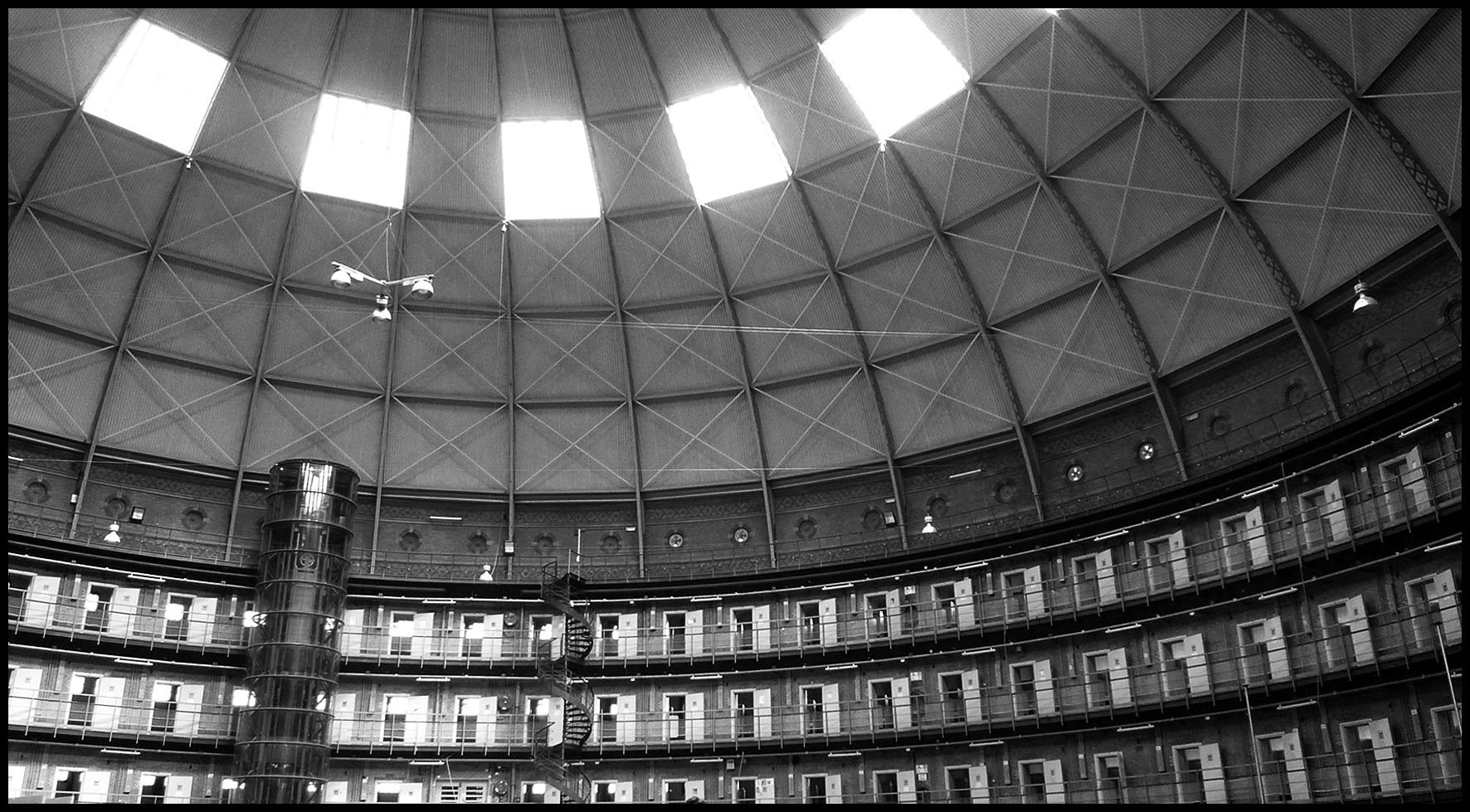
Interieur
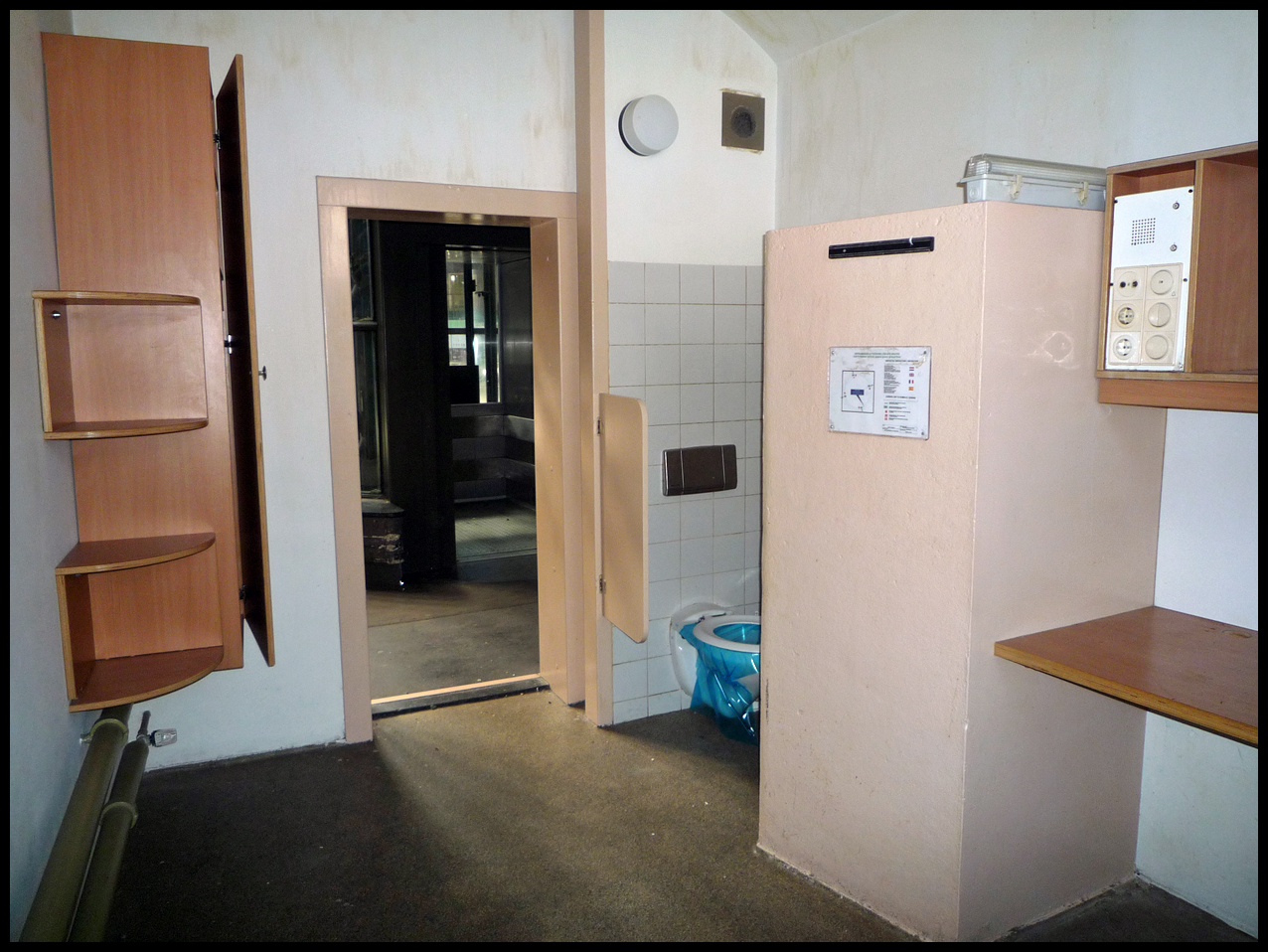
Cel
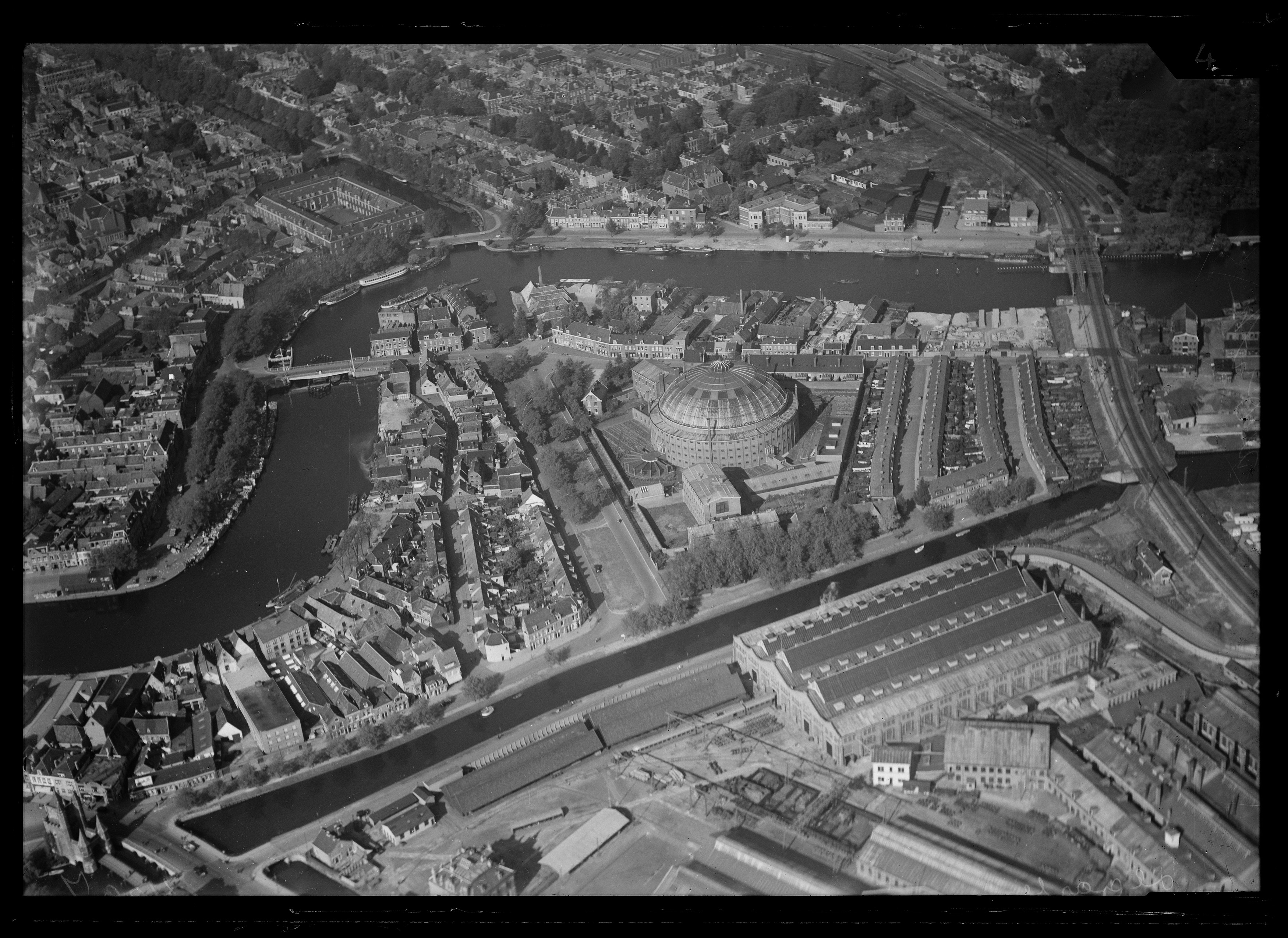
Luchtfoto (1920-1940), Nederlands Instituut voor Militaire Historie.